# The Green Man
The Green Man (* 21. Februar 1967, eigentlich Heiner Kruse, auch TGM) ist ein Musikproduzent und DJ aus Köln. Neben zahlreichen Drum-and-Bass-Veröffentlichungen, komponiert Kruse Musik für Werbespots und ist Autor eines Sachbuches und mehrerer Lehrvideos zum Thema Musiksoftware.

## Geschichte
Nach einigen Jahren DJ-Erfahrung in seiner Heimatstadt begann er Ende der 1990er Jahre mit der Produktion von Drum-and-Bass-Tracks in seinem Studio, welche er auf seinem eigenen Label Basswerk veröffentlicht. TGM hat einen vielseitigen, musikalischen Stil und hin und wieder wird er auch jenseits der Club-Grenzen wahrgenommen, so z. B. mit seiner Hitsingle „Easy“ (deutscher D&B-Tune des Jahres) oder sein Remix von dem Reggae-Stück „Illegal“, welches in der Fernsehserie CSI: Miami verwendet wird. Zur Produktion seiner Werke benutzt er Musikprogramme, Synthesizer und modulare Hardware.

## Diskografie

### Alben
- You Decide (2001, Combination Records)
- Sound Power (2013, Basswerk)
- Changes (mit Kingz) (2019, Basswerk)
- 22 Years of Basswerk: The Collab Sessions (2019, Basswerk)

### EPs
- Junglegrowers EP1 (1996, Junglegrowers)
- Infinity 2.0 (2001, Combination Records)
- Feb 21st (2003, Combination Records)
- Infinity 3000 EP (2016, Dread UK)
- Junglist Soldier EP (2021, Function UK)

### Singles
- Infinity (Vol.5) (1997, Basswerk), erschienen auf Basswerk 01
- Ragtime (1998, Basswerk), B-Seite Knowledge von Cheetah und Basztart
- Flow (1998, Basswerk), mit Kingz, B-Seite Wasted Time von Basztart
- Reincarnation (The Beginning) (1999, Basswerk), A-Seite Scream von Kingz und Jenz One
- Michael Rose + Kinder Atom - Illegal (The Green Man Remix - Long Edit) / Yellow Dawn (1999, Basswerk)
- 2nd Flight (2000, Basswerk) mit Phoneheads, A-Seite Radio von Cheetha
- Chirashi (2001, Basswerk) mit Klute, B-Seite Vibration von Savine und Rio
- Damn Wire / Copper To Iron (2001, Basswerk)
- Infinity (2003, Oscillate Recordings), B-Seite Remix Infinity (Giana Brotherz Remix)
- Truth / XXX (2003, Basswerk)
- Mr. One (2003, Santorin), A-Seite Court Jesters Crew - Shake A Leg (Telmo A. Remix)
- Easy (2004, Basswerk), mit MCs Dragoon und Chevy, B-Seite Hear Dis von Subz und Matik
- Hardcore Junglist / Slavery Planned (2006, Basswerk)
- Chain Smoker / Silence (2006, Sound Trax)
- The Green Man (The Green Man’s Drum & Bass Rmx) / Bassball (2007, Basswerk), Original von Shut Up And Dance
- Intergalactic (2008, Sudden Def Recordings), mit Amaning, B-Seite On Track von Amaning
- Leave Me Alone (2008, Basswerk), B-Seite The Green Man feat. MCs Chevy & Dragoon - Easy (Zero T Remix)
- In Custody (2009, Basswerk), B-Seite Berlin (Phace Resistance Remix)
- Word Sound Power (My Operator) / Face The Father (2013, Basswerk)

## Schriften
- Musikproduktion mit Reason. Wizoobooks (Juni 2006). ISBN 978-3-934903-53-1
- Logic Pro. Rheinwerk (3. Auflage, August 2021). ISBN 978-3-8362-8014-3
- Modulare Synthesizer – Verstehen. Bauen. Spielen. (28. Mai 2024). ISBN 978-3-911367-00-4

## Lehrvideos
- REASON 3 DVD-Tutorial. Wizoobooks (Dezember 2006). ISBN 978-3-934903-57-9
- Hands on Native Instruments Kontakt. DVD Lernkurs (Schwabach, 2012). ISBN 978-3-941483-29-3
- Hands on Maschine - Der umfassende Videolernkurs. DVD Lernkurs (Schwabach, 2013). ISBN 3-941483-46-3